# 高凯杰
高凯杰，中华人民共和国政治人物、全国脱贫攻坚先进个人。

## 生平
高凯杰任多伦县多伦诺尔镇北菜园村党支部书记。因在脱贫攻坚战中作出突出贡献，2021年2月25日全国脱贫攻坚总结表彰大会上，高凯杰被授予“全国脱贫攻坚先进个人”。